# H·R·霍尔德曼
哈利·罗宾斯·霍尔德曼（英語：Harry Robbins Haldeman，1926年10月27日—1993年11月12日）是一名美國政治人物和商人，於1969年至1973年擔任理查·尼克森總統的白宮幕僚長，並因此捲入水門案醜聞。
霍爾德曼出生於加州，在第二次世界大戰中曾在海軍預備役服役，並就讀於加州大學洛杉磯分校。1949年，他加入智威湯遜廣告公司，在那裡工作了20年，成為洛杉磯和紐約市的著名廣告主管。他很早就在洛杉磯的社交圈內聲名鵲起，因為他曾擔任加州大學洛杉磯分校校友會主席和加州大學執委會成員。
家庭與共和黨的長期聯繫以及他自己的興趣將霍爾德曼吸引到政治上。在1950年代，他認識了尼克森，並對他產生強烈的尊重和堅定的忠誠。1956年，他開始擔任德懷特·艾森豪總統競選連任的先遣人員，並再次擔任尼克森1960年總統競選的先遣人員，並在1962年管理尼克森競選加州州長的工作。當尼克森在1968年當選總統時，他選擇霍爾德曼作為他的幕僚長。
霍爾德曼被認為對白宮人員配置系統和行政部門的管理和運作進行了比他之前或之後的任何幕僚長更多的重大變革，而且總統行政部門至今仍在按照「霍爾德曼系統」運作。他的工作強度和不苟言笑的管理風格為他贏得嚴厲的任務主管的聲譽
1973年4月離開尼克森政府後，霍爾德曼因其在水門事件掩蓋中的作用而被審判，罪名是偽證罪、共謀罪和妨礙司法。他被認定有罪並被判處18個月的監禁。霍爾德曼獲釋後，他回到了私人生活，成為一名成功的商人和房地產開發商，直到1993年因癌症去世，享年67歲。

## 延伸閱讀
- Haldeman, H. R. . New York: Putnam. 1994. ISBN 978-1-879371-86-6.
- Haldeman, Joanne H. (2017).  In The Shadow Of The White House. Vireo/Rare Bird. ISBN 9781945572081.

## 外部連結
- H.R. Haldeman testifying at the Watergate Hearings WETA-TV, 1973 Watergate Hearings
- Washington Post profile of Haldeman （页面存档备份，存于）
- Washington Post Haldeman Obituary[]
- Ford Library & Museum:The Watergate Files （页面存档备份，存于）
- Ron Schuler's Parlour Tricks: H.R. Haldeman （页面存档备份，存于）
- Watergate trial of H.R. Haldeman, courtroom sketches. （页面存档备份，存于）
- The Testimony of John Ehrlichman & H. R. Haldeman at Smithsonian Folkways
- C-SPAN內的頁面（英文）

| 官衔                           | 官衔                      | 官衔                   |
| ------------------------------ | ------------------------- | ---------------------- |
| 前任者： 詹姆斯·R·瓊斯（代理） | 白宮幕僚長 1969年－1973年 | 繼任者： 亚历山大·黑格 |